# Ружинська вулиця
Ру́жинська ву́лиця — вулиця в Шевченківському районі міста Києва, місцевість Нивки. Пролягає від вулиці Данила Щербаківського до вулиці Януша Корчака.
Прилучаються вулиці Олександра Бринжали, Володимира Жаботинського та бульвар Павла Вірського.

## Історія
Вулиця виникла в 1950-х роках під назвою 871-ша Нова. З 1955 року — Ружинська, на честь селища Ружин в Житомирській області. 
З 1961 року набула назву вулиця Вільгельма Піка, на честь німецького комуніста Вільгельма Піка.
Сучасну історичну назву вулиці відновлено 2016 року.
Забудова вулиці відноситься до 1960-х років та майже повністю складається з п'ятиповерхових цегляних і панельних «хрущовок».

## Установи та заклади
- Спеціалізована загальноосвітня школа № 172 (буд. № 30/32)

## Анотаційні дошки

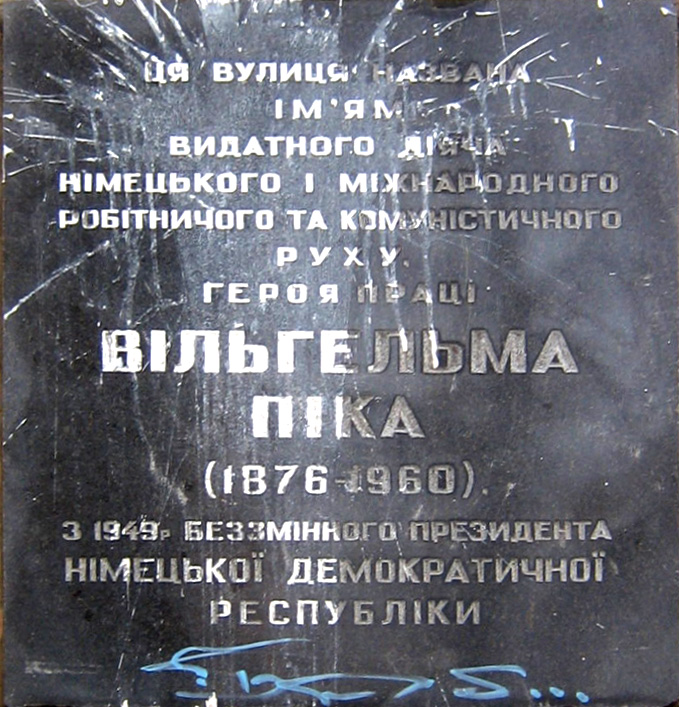
Анотаційна дошка з колишньою назвою вулиці (буд. № 2/50, демонтовано)
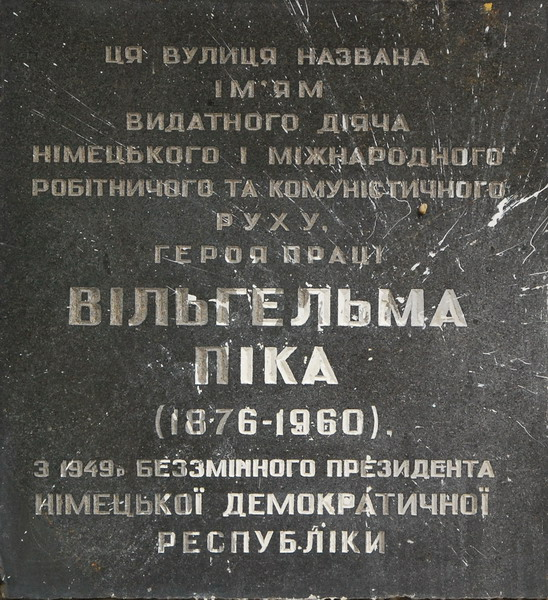
Анотаційна дошка з колишньою назвою вулиці (буд. № 13/7, демонтовано)